# Mara (Sardinien)
Mara ist eine italienische Gemeinde (comune) mit 528 Einwohnern (Stand 31. Dezember 2023) in der Metropolitanstadt Sassari auf Sardinien. Die Gemeinde liegt etwa 37 Kilometer südsüdöstlich von Sassari.

## Sehenswürdigkeiten
- Santa Maria di Bonu Ighinu

## Verkehr
Durch die Gemeinde führt die Strada Statale 292 Nord Occidentale Sarda von Alghero nach Massama bei Oristano.